# Mesero
Mesero ist eine Gemeinde mit 4232 Einwohnern (Stand 31. Dezember 2023) in der Metropolitanstadt Mailand, Region Lombardei.
Die Nachbarorte von Mesero sind Inveruno, Cuggiono, Ossona, Marcallo con Casone und Bernate Ticino.

## Bevölkerungsentwicklung
Mesero zählt 1394 Privathaushalte. Zwischen 1991 und 2001 stieg die Einwohnerzahl von 3114 auf 3490. Dies entspricht einem prozentualen Zuwachs von 12,1 %.

## Söhne und Töchter
- Lino Esterino Garavaglia (1927–2020), römisch-katholischer Ordensgeistlicher und Bischof von Cesena-Sarsina